# Xylosphaeria elliptica
Xylosphaeria elliptica är en svampart som beskrevs av G.H. Otth 1868. Xylosphaeria elliptica ingår i släktet Xylosphaeria, klassen Dothideomycetes, divisionen sporsäcksvampar och riket svampar.   Inga underarter finns listade i Catalogue of Life.